# Придаток яєчка
Прида́ток яє́чка (лат. epididymis) — витягнуте утворення, розташоване ззаду і зверху від яєчка. У придатках яєчка знаходиться основна частина сім'явивідних проток.

## Опис

### Будова
Розташований вертикально по задній поверхні яєчка, має довжину у 5-6 см, ширину 1-1,5 см та товщину близько 0,6-0,8 см. У придатку яєчка розрізнюють голівку (caput epididymidis), тіло (corpus epididymidis) і хвіст (cauda epididymidis). Голівка придатка широка, закруглена, виступає за верхній край яєчка, складається з 12 — 15 часточок (lobuli epididymidis), з яких відкриваються стільки ж виносних канальців, що з'єднуються разом у спільний каналець. Він, пройдячи численні звиви у тілі та хвості (у розправленому вигляді сягає 6 — 8 м в довжину), переходить у сім'явивідну протоку. Тіло придатка вузьке, витягнуте, тригранне; хвіст придатка продовжується сім'явивідною протокою. Передньою поверхнею голівка і хвіст зв'язані з яєчком: голівка — верхньою (ligamentum epididymidis superior), а хвіст — нижньою зв'язкою (ligamentum epididymidis inferior). У нормі придаток легко пальпується крізь шкіру калитки.
Більша частина придатка покрита вісцеральним листком власної оболонки яєчка, який глибоко проникає між ним та яєчком, утворюючи пазуху придатка (sinus epididymidis). Таким чином, придаток лежить у серозній порожнині, за винятком непокритих листком хвоста, внутрішнього краю тіла і голівки. Пазуха обмежена зверху і знизу зв'язками придатка яєчка.
Придатки утворюються в процесі внутрішньоутробного розвитку з краніальних ділянок Вольфових каналів. У жіночому організмі їм відповідають над'яєчники.

### Гідатиди
На яєчці та його придатку наявні парні утворення у вигляді гідатид (підвісок): привіски яєчка, привіски придатка яєчка, придатки привіска яєчка, привіски відхильних проток. Перші за походженням являють собою залишки Мюллерових каналів (з яких у жіночому організмі розвиваються у вагіну, матку та фаллопієві труби, а у чоловічому вони залишаються у вигляді привісків яєчка та чоловічої маточки), привіски придатка яєчка й придатки привіска яєчка — залишки Вольфових каналів.
- Привісок яєчка або Морганієва гідатида (appendix testis) являє собою білясте утворення округлої форми з нерівними краями і добре розрізнюваними на поверхні судинами. Він кріпиться у місці з'єднання голівки з придатком.
- Привісок придатка яєчка (appendix epididymidis) — непостійне утворення, яке нагадує кісту на вузькій ніжці і кріпиться до голівки придатка.
- Придаток привіска яєчка або Жиральдів орган (paradidymis) являє собою залишок первинної нирки. Розташований вище голівки придатка, допереду від сіменного канатика. Він має жовтуватий колір, кріпиться до білкової оболонки широкою основою.
- Відхильні протічки (ductuli aberrantes) — зустрічаються на тілі придатка яєчка. Зовнішньо схожі з привісками голівки придатка і являють собою сліпі канальці (також залишки первинної нирки). Виділюють верхній (ductulus aberrans superior) та нижній (ductulus aberrans inferior) відхильні протічки.

## Функція
Придаток яєчка — андрогензалежний секреторний орган. Служить для накопичення та дозрівання сперміїв, які набувають здатність рухатися і запліднити яйцеклітину. Низький парціальний тиск кисню та відсутність фруктози перешкоджає активному метаболізму в спермі та сприяє тривалому збереженню їхньої життєдіяльності.

## Зображення

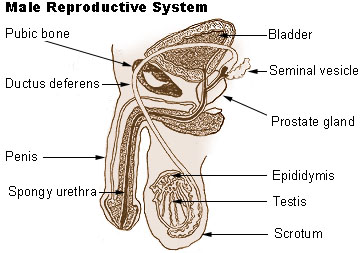
Чоловіча репродуктивна система
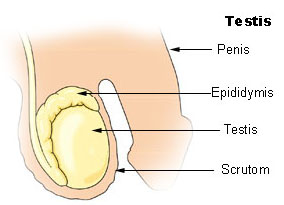
Яєчко
Схематичне зображення поперечного зрізу яєчка

## Джерело
- Андрология / Анатомия половых органов у мужчин (рос.)